# Santuario di Hikawa

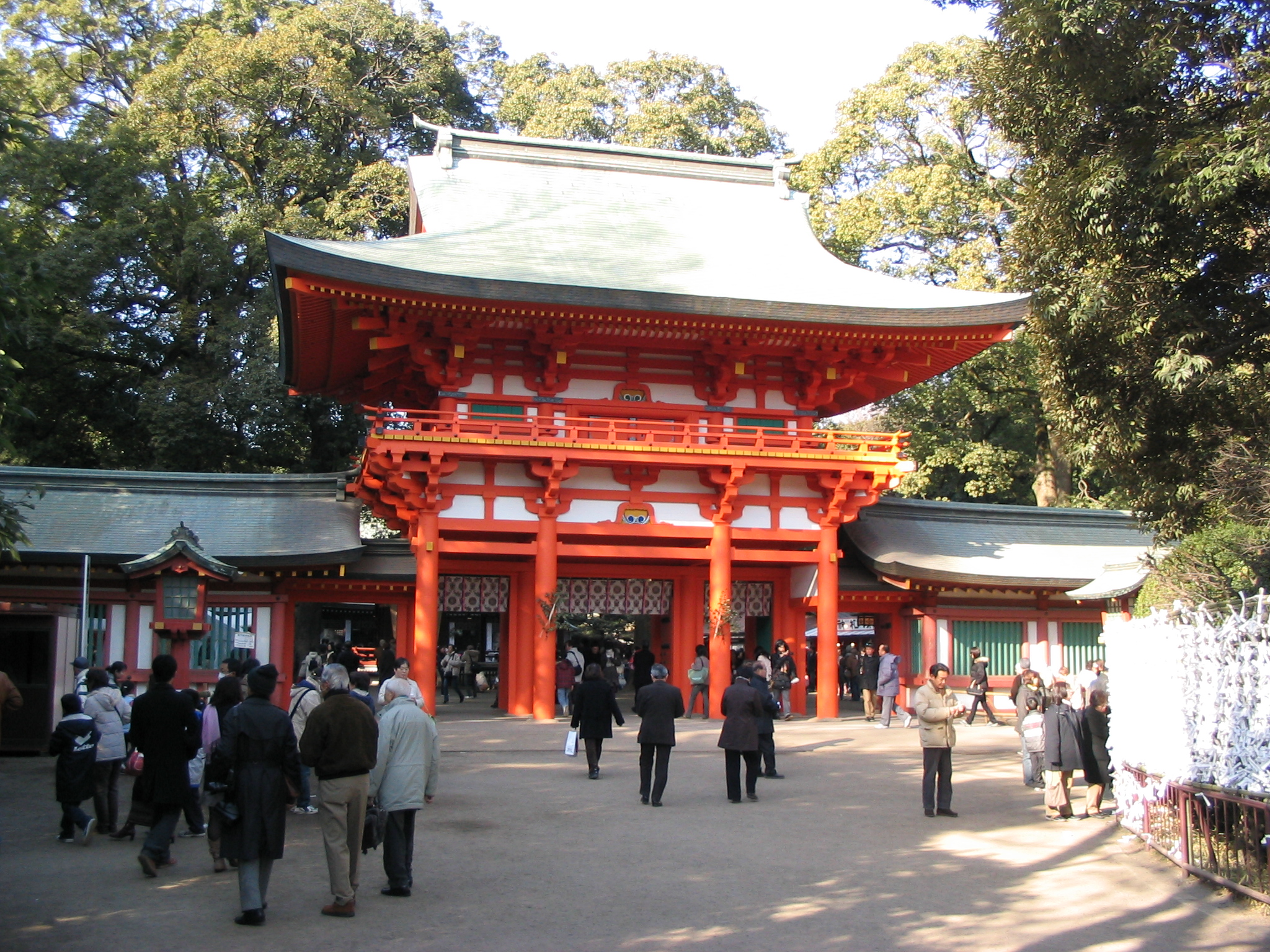
Santuario di Hikawa

Il santuario di Hikawa (氷川神社?, Hikawa Jinja) nel distretto Omiya di Saitama è uno dei maggiori santuari shintoisti (jinja). Con ben tre portali torii e costruito in un bosco di secolari olmi giapponesi, sembra che il santuario abbia 2400 anni. Attorno al santuario c'è un grande parco in cui si trovano alberi di ciliegie, uno zoo e un museo.
Il santuario è la sede organizzativa di altri 290 santuari in tutto il Giappone, chiamati anc'essi Hikawa e dedicati alla stessa divinità (kami).
Il nome Omiya, letteralmente Grande Santuario, deriva dalla presenza del santuario stesso.